# Sötétpikkelyes tuskógomba
A  sötétpikkelyes tuskógomba (Armillaria ostoyae) a Physalacriaceae családba tartozó, Eurázsiában és Észak-Amerikában elterjedt, fenyőfák törzsén élő, nyersen mérgező gombafaj.

## Megjelenése
A sötétpikkelyes tuskógomba kalapja 3-10 cm széles, alakja fiatalon domború, később széles domború, közepén púppal. Színe húsbarna, felületét körkörösen sötétebb, letörölhető pikkelyek borítják. Széle áttetszően bordázott, néha szabálytalan, lehetnek rajta burokmaradványok. Felszíne nedves időben síkos.
Húsa vékony, fehéres. Szaga nem jellegzetes, nyersen kesernyés-kaparó ízű. 
Sűrű lemezei tönkhöz nőttek vagy lefutók. Színük fiatalon fehéres, idővel hússzínűek lesznek; rozsdásan foltosodhatnak.
Tönkje 5-15 cm magas és 0,5-2 cm vastag. Alakja hengeres, lefelé szélesedő. Színe a kalapnál kissé halványabb, sárgás. Felszíne a jól fejlett, fehéres, pelyhes gallér alatt szálas, pikkelyes.
Spórapora fehér. Spórája elliptikus, sima, mérete 6,5-7,5 x 5-6,5 µm

### Hasonló fajok
A gyűrűs tuskógomba és a csoportos tuskógomba hasonlít hozzá.

## Elterjedése és élőhelye
Eurázsiában és Észak-Amerikában honos. Magyarországon helyenként gyakori. 
Élő vagy elhalt fenyőfa anyagán vagy gyökerén található, többnyire csoportosan. A fa anyagát bontja, az élő fa esetében parazitaként viselkedik és gyökérkorhadást okoz. Szeptembertől novemberig terem.
Nyersen mérgező. Legalább húsz percnyi főzés után a méreganyag lebomlik, ezután ehető.

## A legnagyobb élőlény

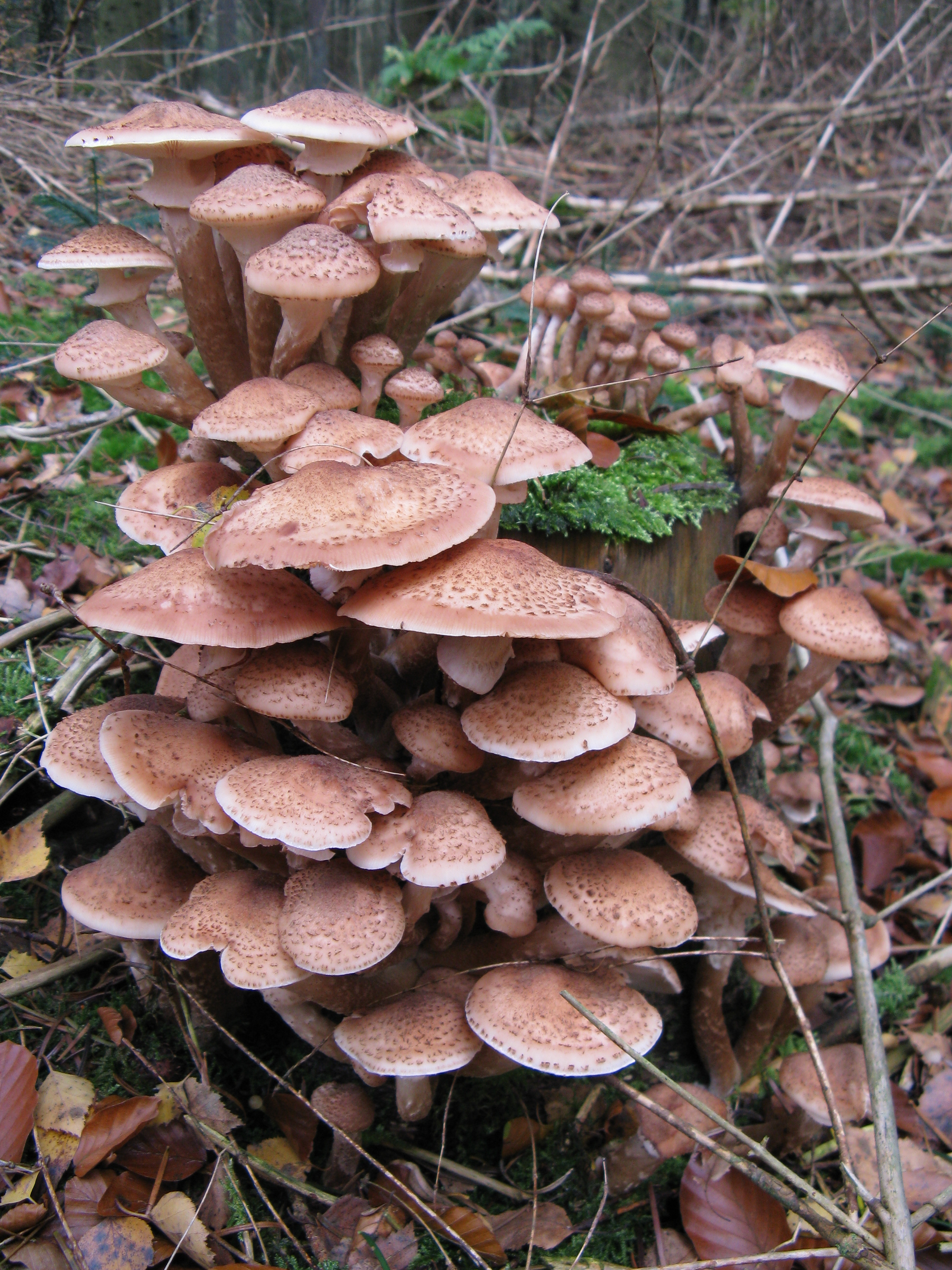
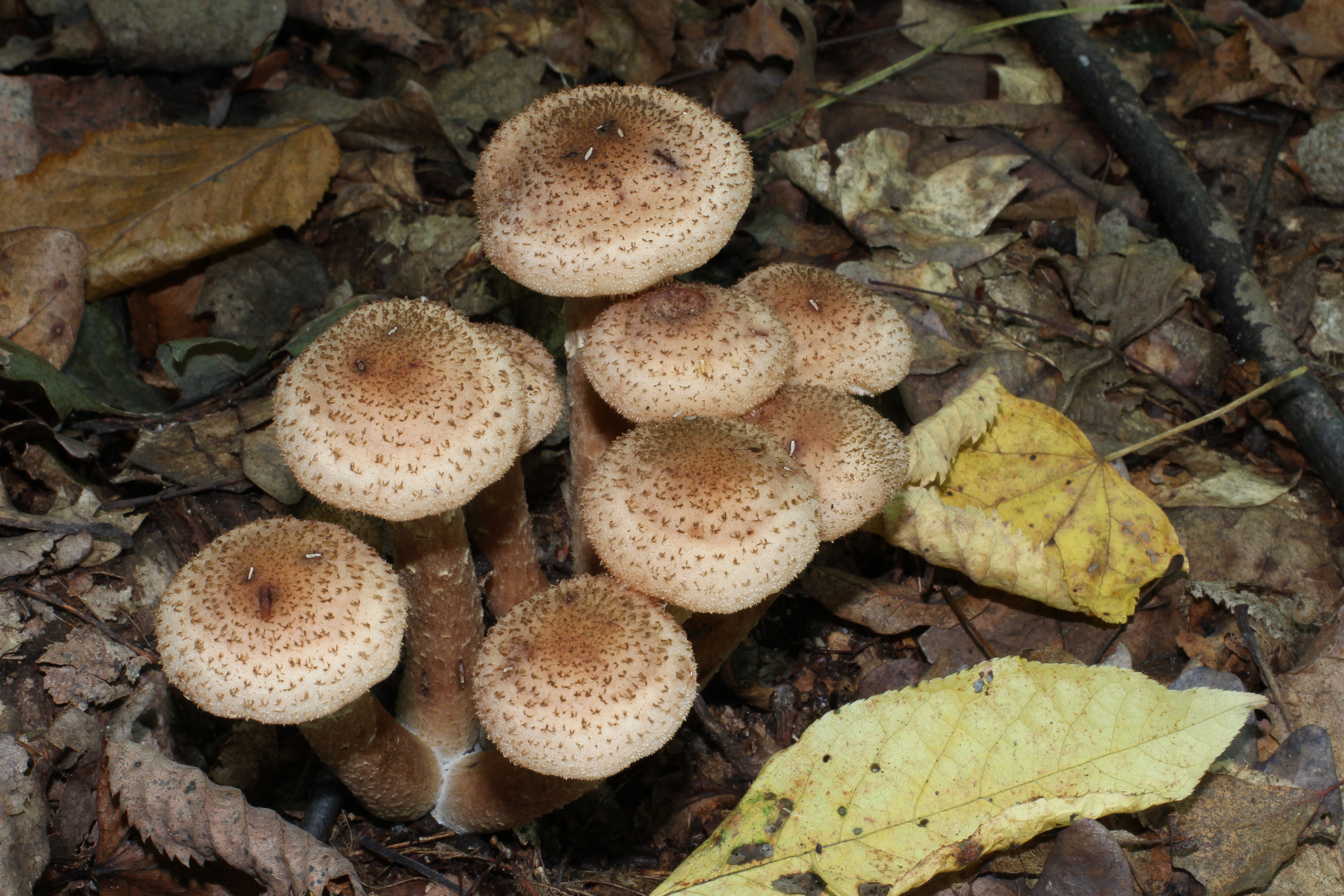
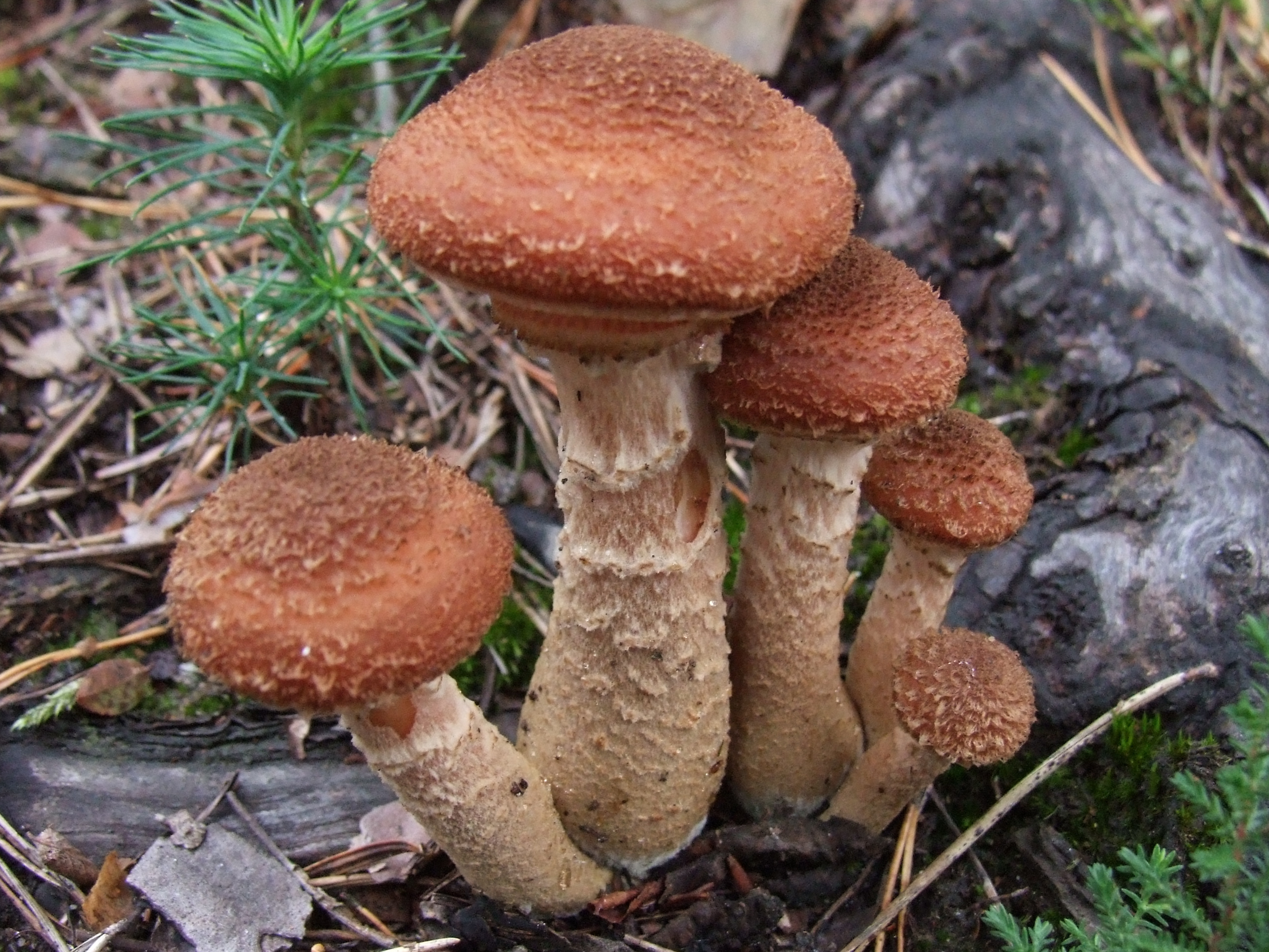
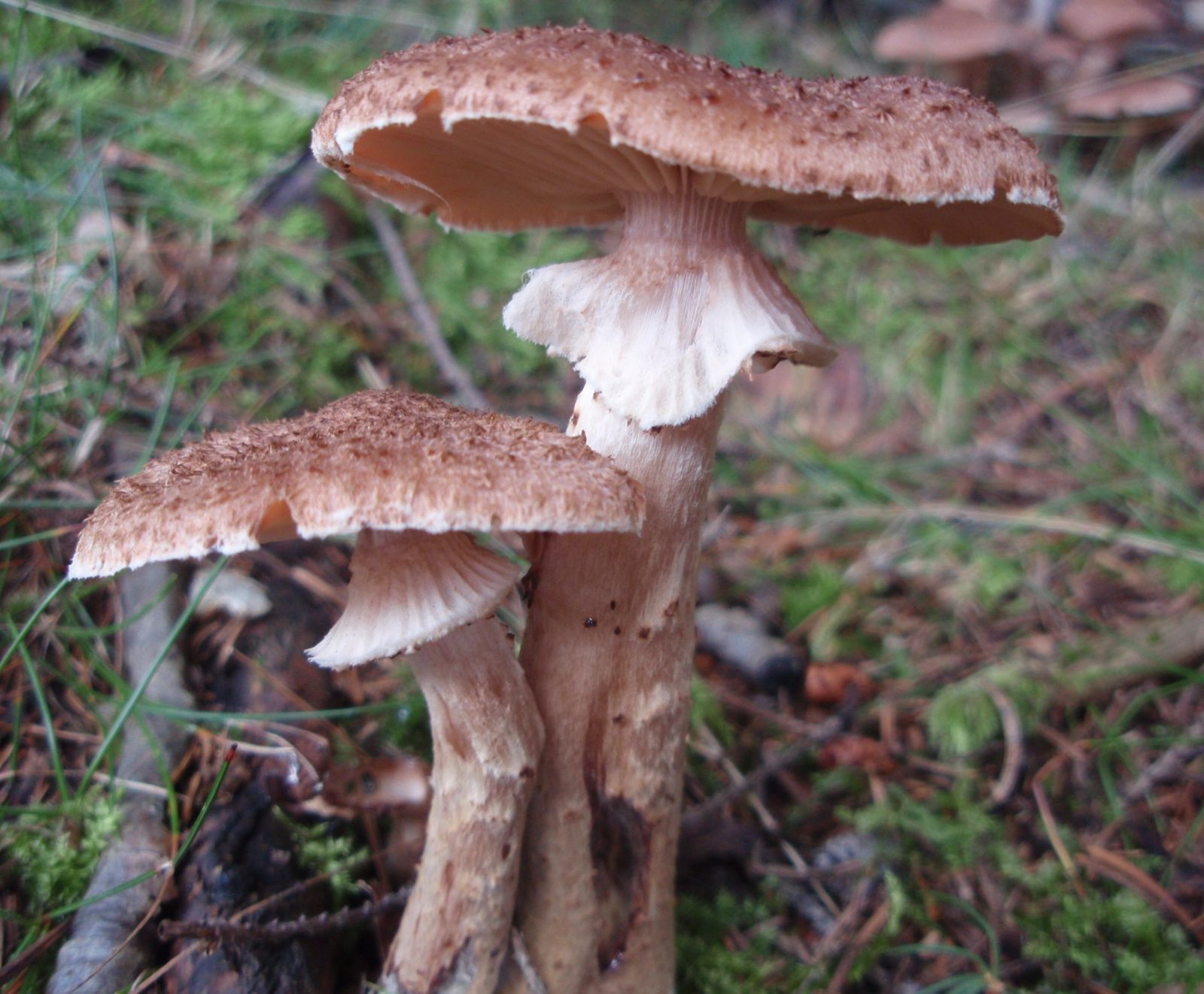
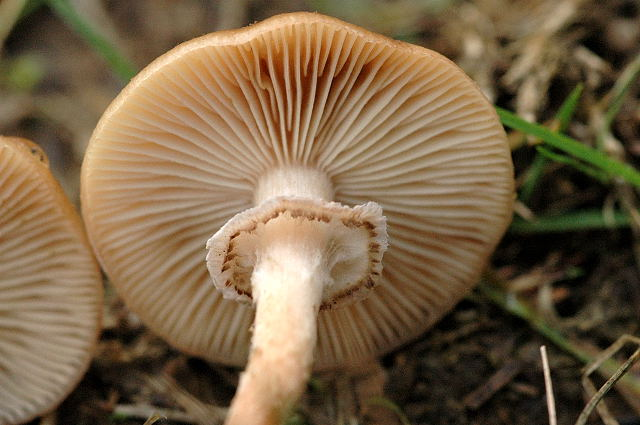

Egy 2001-ben, Oregon amerikai államban, a Blue Mountains hegységben található Malheur Nemzeti Erdőben történt felfedezés szerint a Föld jelenleg legnagyobb kiterjedésű, és egyben legöregebb (korát a kutatás 1900 és 8650 év közöttire becsli) ismert élőlényét ennek a gombának egy telepe alkotja. A föld alatt élő gomba a fák gyökere mentén igen lassan terjeszkedik, cipőfűzőszerű fonalak, „rizomorfok” segítségével. Fejlődése spórából indult ki, majd vegetatív szaporodással az egész környéket behálózta. A genetikai vizsgálatok igazolták, hogy a vizsgált „egyed” klónjai 9,65 km²-nyi területet borítottak be.